# Flamencopsis minima
Flamencopsis minima är en spindelart som beskrevs av Pablo A. Goloboff 1995. Flamencopsis minima ingår i släktet Flamencopsis och familjen Nemesiidae. Inga underarter finns listade i Catalogue of Life.